# Ragnhild Boström
Ragnhild Boström, född  1 november 1917 i Jönköping, död 18 augusti 2016 i Köpingsvik, var en svensk konst- och kulturhistoriker. Hon var dotter till advokaten Ragnar Strömbom och hans hustru telegrafkommissarien Märta Strömbom, född Öberg, och brorsdotter till konsthistorikern Sixten Strömbom (1888–1983). Hon gifte sig 1945 med intendenten vid Nationalmuseum filosofie licentiat Kjell Boström (född 21 juli 1921, död 21 juli 1953), som kort före sin planerade doktorsdisputation avled i polioepidemin. Hon var bosatt i Stockholm och under sommarhalvåret i Köpingsvik på Öland.
Ragnhild Boström bedrev konsthistoriska studier vid Stockholms högskola från 1937 och var elev till professor Johnny Roosval. Hon blev filosofie licentiat i konsthistoria 1946 med en avhandling om "Olaus Magnus illustrationer". Därefter innehade hon till sin pensionering 1983 en central roll i forskningsföretaget Sveriges Kyrkor, konsthistoriskt inventarium, för vilket hon utfört sina första uppdrag 1940. Från 1976 var hon förste antikvarie vid Riksantikvarieämbetet. Hon var den främsta kännaren av byggnads- och konsthistorien örande Ölands kyrkor och har i bokverket Sveriges Kyrkor, från 1966 till 2011 publicerat grundläggande och omfattande vetenskapliga beskrivningar av ett stort antal av dem. En bibliografi över Boströms tryckta skrifter 1942–1997 är utgiven som bilaga i Sveriges kyrkor volym 222 (1997).
Ragnhild Boström blev filosofie hedersdoktor vid Stockholms universitet 1984. Hon var korresponderande ledamot av Kungl. Vitterhetsakademien och hedersledamot av Kalmar nation i Uppsala. Hon tilldelades Vitterhetsakademiens Gustaf Adolfsmedalj och Svenska fornminnesföreningens Oscar Monteliusmedalj 2003, Borgholms kommuns kulturpris 2009 och utsågs till Årets ölänning 2009.

## Tryckta skrifter – urval
En fullständig bibliografi är publcerad i Boströms bok Mörbylånga kyrkor (Sverigers kyrkor 222) 1997.
- Källa ödekyrka. (Svenska fornminnesplatser 37). Stockholm 1949.
- Sandhamns kapell. Hårstens kapell.  (Kyrkor i Värmdö skeppslag, Uppland I:3, Sveriges kyrkor – konsthistoriskt inventarium, vol. 62.) Stockholm 1949.
- Sveriges domkyrkor. Stockholm 1952.
- Herrestads kyrka, (Linköpings stifts kyrkor, Dals kontrakt 7.) Linköping 1960, 2 uppl 1992.
- Kyrkor på Öland. Inledning – översikt av de skriftliga källorna. (Sveriges kyrkor – konsthistoriskt inventarium, vol. 108). Stockholm 1966.
- Böda och S:t Olof: Åkerbo härad, Öland (Sveriges kyrkor – konsthistoriskt inventarium, vol. 116.) Stockholm 1968.
- Högby kyrkor. (Sveriges kyrkor – konsthistoriskt inventarium, vol. 119.) Stockholm 1968.
- Källa kyrkor. (Sveriges kyrkor – konsthistoriskt inventarium, vol. 128). Stockholm 1969.
- Persnäs kyrkor. (Sveriges kyrkor – konsthistoriskt inventarium, vol.133.) Stockholm 1970.
- Föra kyrkor. (Sveriges kyrkor – konsthistoriskt inventarium, vol. 142.) Stockholm 1971.
- Långlöts kyrkor: Runstens härad, Öland (Sveriges kyrkor – konsthistoriskt inventarium, vol. 151.) Stockholm 1971.
- Löt och Egby. (Sveriges kyrkor – konsthistoriskt inventarium, vol. 163). Stockholm 1975.
- Köpings kyrkor: Slättbo härad, Öland. (Sveriges kyrkor – konsthistoriskt inventarium, vol. 170). Stockholm 1977.
- Gärdslösa kyrka. (Sveriges kyrkor – konsthistoriskt inventarium, vol. 177.) Stockholm 1978.
- Bredsättra kyrkor. (Sveriges kyrkor – konsthistoriskt inventarium, vol. 183). Stockholm 1980.
- Ölands kyrkor (Svenska fornminnesplatser 53.) Uddevalla 1982.
- Vickleby kyrka: Algutsrums härad, Öland. (Sveriges kyrkor – konsthistoriskt inventarium, vol. 193.) Stockholm 1983.
- Resmo kyrka. (Sveriges kyrkor – konsthistoriskt inventarium, vol. 203). Stockholm 1988.
- '"De öländska kyrkorna – en översikt." (s. 405–416 i Kyrkobyggnader 1760–1860 del 2, Sveriges kyrkor – konsthistoriskt inventarium, vol. 216.) Stockholm 1993.
- Mörbylånga kyrkor. (Sveriges kyrkor – konsthistoriskt inventarium, vol. 222.) Stockholm 1997. Innehåller tryckt bibliografi.
- Ölands medeltida kapell – en översikt jämte beskrivningar av S:ta Britas och S:ta Margaretas kapell. (Sveriges kyrkor – konsthistoriskt inventarium, vol. 233.) Stockholm 2011.
- Artiklar i Fornvännen, Ölandsbladet, den danska arkeologiska tidskriften Hikuin, Kalmar nations skriftserie, de olika öländska socknarnas hembygdsböcker med mera.